# Kirsti Launela
Kirsti Launela (ur. 13 maja 1948 w Kemijärvi) – fińska lekkoatletka, która specjalizowała się w rzucie oszczepem.
Czwarta oszczepniczka europejskich igrzysk juniorów w Odessie (1966). W 1971 odpadła w eliminacjach mistrzostw Europy.
Wielokrotna medalistka mistrzostw Finlandii. 
Rzut oszczepem uprawiała także jej siostra bliźniaczka Kaisa Launela.
Rekord życiowy: 56,48 (24 lipca 1971, Oulu). 

## Osiągnięcia
| Rok  | Impreza                       | Miejsce  | Pozycja          | Wynik |
| ---- | ----------------------------- | -------- | ---------------- | ----- |
| 1966 | Europejskie igrzyska juniorów | Odessa   | 4. miejsce       | 46,40 |
| 1971 | Mistrzostwa Europy            | Helsinki | el – 15. miejsce | 50,94 |